# Songs That Saved My Life Vol.2
Songs That Saved My Life Vol.2 è una compilation pubblicata dalla Hopeless Records, in collaborazione con Sub City Records, l'8 novembre 2019. È il secondo volume del progetto Songs That Saved My Life.

## Il disco
L'album propone reinterpretazioni di brani famosi per sostenere il supporto alla salute mentale e la lotta al suicidio: i soldi provenienti dall'acquisto della compilation vengono donati alle associazioni Crisis Text Line (supporto di persone in crisi), Hope For The Day (prevenzione al suicidio), The Trevor Project (prevenzione al suicidio, tematiche LGBTQ) e To Write Love On Her Arms (salute mentale).

## Promozione
L'8 maggio 2019 è uscita Given Up, cover dei Linkin Park realizzata dai Trash Boat, ancora slegata dalla raccolta: si trattava di una canzone "ispirata al concept di Songs That Saved My Life" e registrata in occasione del mese dedicato alla salute mentale, che solo successivamente venne aggiunta a questa seconda compilation.
La raccolta è stata anticipata dal singolo Real World, cover della canzone dei Matchbox Twenty, realizzata dagli State Champs e pubblicata il 24 settembre 2019, insieme a un video musicale. Il 4 novembre 2019 venne pubblicato un video musicale per il singolo Drops of Jupiter, cover dei Train realizzata dai With Confidence.

## Tracce
1. State Champs – Real World (Matchbox Twenty) – 3:48
2. Silverstein – Disarm (The Smashing Pumpkins) – 3:19
3. With Confidence – Drops of Jupiter (Train) – 4:04
4. This Wild Life – Wicked Game (Chris Isaak) – 4:47
5. Doll Skin – Shake It Out (Florence and the Machine) – 4:06
6. The Frights – Tiny Cities Made Of Ashes (Modest Mouse) – 3:42
7. Mayday Parade – New Year's Project (Further Seems Forever) – 3:42
8. The Red Jumpsuit Apparatus – Trust (Thrice) – 2:47
9. Sharptooth – Die for the Government (Anti-Flag) – 3:27
10. Trash Boat – Given Up (Linkin Park) – 3:23